# Eccellente (stacja kolejowa)
Eccellente (wł. Stazione di Eccellente) – stacja kolejowa w Francavilla Angitola, w prowincji Catanzaro, w regionie Kalabria, we Włoszech. Położona jest na linii Salerno – Reggio di Calabria. Od tej stacji biegnie jednotorowa linia kolejowa do Vibo Valentia, Pizzo i Tropea.
Według klasyfikacji RFI ma kategorię brązową.

## Linie kolejowe
- Salerno – Reggio di Calabria